# Джорджа Міллер
Джорджа Міллер (англ. Jorja Miller) — новозеландська регбістка, олімпійська чемпіонка, срібна призерка чемпіонату світу з регбі-7. 
Золоту олімпійську медаль та звання олімпійської чемпіонки Міллер виборола на Паризькій олімпіаді 2024 року
в складі збірної Нової Зеландії з регбі-7.